# Régis Delépine
Régis Delépine est un coureur cycliste français, né le 22 décembre 1946 à La Bohalle.

## Biographie
Professionnel de 1970 à 1980, il remporte notamment une étape du Tour de France 1977 et Bordeaux-Paris en 1974 (pour quatre podiums dans cette épreuve, et cinq "Top 5").
Ce baroudeur prend sa retraite fin 1980.

## Palmarès

### Palmarès amateur
- 1969
  - Paris-Rouen
  - Paris-Vendôme
  - Ronde des Flandres Artois :
    - Classement général
    - Une étape

  - 7e étape du Tour de l'Avenir
  - 2e de Paris-Roubaix amateurs
  - 2e de Redon-Redon
  - 3e de Paris-Ézy

### Palmarès professionnel
- 1970
  - 2eb, 6ea, 7e et 8eb étapes du Tour du Portugal
- 1972
  - 5e étape secteur b du Critérium du Dauphiné libéré
- 1973
  - Paris-Camembert
  - 1re étape du Tour d'Indre-et-Loire
  - 9e de Paris-Roubaix
- 1974 
  - 4e étape du Tour d'Indre-et-Loire
  - Bordeaux-Paris (classé ex-equo avec Herman Van Springel)
- 1975
  - Circuit de l'Indre
  - 2e de Bordeaux-Paris
- 1976 
  - 4e étape du Tour méditerranéen
  - 2e et 4e étapes du Circuit de la Sarthe
  - 2e du Grand Prix d'Aix-en-Provence
  - 2e du Tour de l'Oise
- 1977
  - Paris-Bourges
  - 5e étape du Tour de France
- 1978
  - 3e du Grand Prix de Plumelec 
  - 3e de Bordeaux-Paris
  - 3e des Boucles des Flandres
- 1979
  - Grand Prix de Peymeinade
  - 2e du Circuit du Tournaisis
  - 2e de Bordeaux-Paris
- 1980
  - Circuit de l'Indre
  - 1re étape du Tour de l'Oise
  - 4e de Bordeaux-Paris

## Résultats sur les grands tours

### Tour de France
8 participations
- 1970 : hors délais (5eb étape)
- 1971 : hors délais (3e étape)
- 1972 : 76e
- 1973 : 82e
- 1974 : 101e
- 1975 : 77e
- 1977 : hors délais (17e étape), vainqueur de la 5e étape
- 1978 : 76e

### Tour d'Espagne
1 participation
- 1971 : hors délais (16e étape)